# (15877) 1996 WZ1
(15877) 1996 WZ1 là một tiểu hành tinh nằm ở rìa ngoài của vành đai chính. Nó được phát hiện qua chương trình tiểu hành tinh Beijing Schmidt CCD ở trạm Xinglong ở tỉnh Hồ Bắc, Trung Quốc ngày 24 tháng 11 năm 1996.